# Baltische Beker 2010
De Baltische Beker 2010 was de 23ste editie van de Baltische Beker. Het toernooi werd gehouden van 18 tot en met 20 juni 2010 in Kaunas, Litouwen. Letland was de titelverdediger. Litouwen werd kampioen. Estland deed ook mee aan het toernooi.

## Overzicht
| Nr. | Land     | GW | Win | Gel | Ver | DV | DT | +/- | Pnt |
| --- | -------- | -- | --- | --- | --- | -- | -- | --- | --- |
| 1.  | Litouwen | 2  | 1   | 1   | 0   | 2  | 0  | +2  | 4   |
| 2.  | Letland  | 2  | 0   | 2   | 0   | 0  | 0  | 0   | 2   |
| 3.  | Estland  | 2  | 0   | 1   | 1   | 0  | 2  | –2  | 1   |

## Wedstrijden
|                    |          |       |         |                                                                                                  |
| 18 juni 2010 18:10 | Litouwen | 0 – 0 | Letland | S. Dariaus- en S. Girėnostadion, Kaunas Toeschouwers: 1.000 Scheidsrechter: Hannes Kaasik ( EST) |
| 18 juni 2010 18:10 |          |       |         | S. Dariaus- en S. Girėnostadion, Kaunas Toeschouwers: 1.000 Scheidsrechter: Hannes Kaasik ( EST) |

|                    |         |       |         | |
| 19 juni 2010 18:10 | Letland | 0 – 0 | Estland | S. Dariaus- en S. Girėnostadion, Kaunas Toeschouwers: 300 Scheidsrechter: Gediminas Mažeika ( LTU) |
| 19 juni 2010 18:10 |         |       |         | S. Dariaus- en S. Girėnostadion, Kaunas Toeschouwers: 300 Scheidsrechter: Gediminas Mažeika ( LTU) |

|                    |         |                                              |          |                                                                                                  |
| 20 juni 2010 18:10 | Estland | 0 – 2                                        | Litouwen | S. Dariaus- en S. Girėnostadion, Kaunas Toeschouwers: 600 Scheidsrechter: Andrejs Sipailo ( LAT) |
| 20 juni 2010 18:10 |         | 31' Mantas Savėnas 90+2' Artūras Rimkevičius |          | S. Dariaus- en S. Girėnostadion, Kaunas Toeschouwers: 600 Scheidsrechter: Andrejs Sipailo ( LAT) |

| Kampioen 2010       |
| ------------------- |
| Litouwen 10de titel |